# Сјангји Ли
Сјангји Ли (кин: 李象益; Шенси, 1. јануар 1938) је кинески научник, стручњак за популарне науке, бивши кустос и тренутни директор и суоснивач кинеског музеја науке и технологије у Пекингу.

## Биографија
Рођен је 1. јануара 1938. у Шенси, Си’ану. Дипломирао је на Пекиншком ваздухопловном институту 1961. године. Ли је награђен Унесковом наградом Калинга 2013. године за допринос популаризацији науке.
Ли је претходно био директор за популаризацију науке у кинеском удружењу за науку и технологију. Током свог мандата у удружењу био је одговоран за промоцију научног образовања међу људима у руралним областима и радницима у фабрикама и рудницима.